# General Post Office (Cork)
Das General Post Office (irisch Ard-Oifig an Phoist) ist ein historisches Postgebäude in der Oliver Plunkett Street in Cork, Irland. Es wurde an der Stelle eines älteren Theaters erbaut und ist eines der wenigen irischen An-Post-Postämter, das noch den Namen General Post Office aus der Zeit trägt, als der irische Postdienst dem britischen General Post Office unterstellt war. Das Postamt ist eines der markantesten Gebäude in der Oliver Plunkett Street und steht seit 1994 unter Denkmalschutz.